# Atrogine 1
L'atrogine 1, nommée aussi MAFbx (pour « Muscle Atrophy F-box ») , est une ubiquitine ligase musculaire.

## Rôle
Chez la souris, son expression favorise l'atrophie musculaire, le niveau de son ARN messager augmentant avant la survenue de cette dernière.
Sa transcription est stimulée par les protéines FOX, ces derniers étant inhibés par l'Akt1, l'IGF-1 et le phosphoinositide 3-kinase.
Au niveau cardiaque, il favorise la protéolyse de la calcineurine et active certaines protéines FOX, diminuant la survenue d'une hypertrophie ventriculaire gauche lors d'une augmentation de pression, par exemple. les souris déficitaires en atrogine 1 sont porteuse d'une cardiomyopathie hypertrophique.